# This Is Me... Then
Albums de Jennifer Lopez
J To Tha L-O! The Remixes The Reel Me
Singles
1. Jenny from the Block (feat. Jadakiss & Styles)
Sortie : 22 octobre 2002
2. All I Have (feat. LL Cool J)
Sortie : 25 novembre 2002
3. I'm Glad
Sortie : 17 mars 2003
4. Baby I Love U!
Sortie : 13 juillet 2003

This Is Me... Then est le troisième album studio de la chanteuse Jennifer Lopez, sorti en 2002 chez Epic Records. Il s'est vendu à ce jour à plus de 4 500 000 d'exemplaires à travers le monde.

## Liste des pistes
| #         | Titre                                             | Auteurs                                                                                        | Durée |
| --------- | ------------------------------------------------- | ---------------------------------------------------------------------------------------------- | ----- |
| 1.        | Still                                             | Auteur(s): R. Harrison, J. Brown                                                               | 3:45  |
| 2.        | Loving You                                        | Auteur(s): R. Jerkins, D. Thomas, F. Jerkins III, H. Diaz                                      | 4:05  |
| 3.        | I'm Glad                                          | Auteur(s): G. Christopher, G. Bruno, M. Riddick, J. Cartagena, C. Rooney, L. Troutman, W. Beck | 4:32  |
| 4.        | The One                                           | Auteur(s): R. Harrison, D. A. Churchill, H. Fuqua, K. L. Hawkins                               | 3:49  |
| 5.        | Dear Ben                                          | Auteur(s): J. Lopez, T. Kelley, B. Robinson, C. Rooney, B. Edwards Jr.                         | 4:06  |
| 6.        | All I Have feat. LL Cool J                        | Auteur(s): R. Jerkins, F. Jerkins III, D. Thomas, L. Daniels, A. Pearce                        | 3:57  |
| 7.        | Jenny from the Block feat. Styles and Jadakiss    | Auteur(s): A. Patton, A. Hall, C. Rooney                                                       | 3:22  |
| 8.        | Again                                             | Auteur(s): R. "Big Bert" Smith, B. English, B. Norwood                                         | 4:03  |
| 9.        | You Belong To Me                                  | Auteur(s): T. Kelley, B. Robinson, C. Rooney                                                   | 3:42  |
| 10.       | I've Been Thinkin                                 | Auteur(s): W. Millsap, C. Nelson, T. Mosley                                                    | 4:18  |
| 11.       | Baby I Love U !                                   | Auteur(s): J.Lopez, M. Anthony, C. Rooney                                                      | 4:44  |
| 12. Bonus | The One version 2                                 | Auteur(s): R. Harrison, J. Brown                                                               | 3:50  |
| 13. Bonus | I'm Gonna Be Alright trackmasters remix feat. Nas | Auteur(s): R. Harrison, J. Brown                                                               | 3:50  |